# Tomás Borrás
Tomás Borrás y Bermejo (Madrid, 10 de febrero de 1891-Madrid, 26 de agosto de 1976) fue un escritor y periodista español. Elaboró el mito de que en la primavera de 1936 se estaba preparando una revolución comunista en España que el golpe de Estado de julio de 1936 abortó.

## Biografía
Tomás Borrás nació en Madrid, hijo de tarraconense y de segoviana. Cursó el bachillerato en el Instituto de San Isidro y posteriormente comenzó la carrera de leyes, que abandonó pronto debido principalmente a su falta de vocación. Ya desde joven comenzó a escribir. Fue tertuliano del Café de Pombo y como tal aparece en el célebre cuadro de José Gutiérrez Solana. Estuvo casado con la tonadillera y cupletista Aurora Purificación Mañanos Jaufrett, conocida como «La Goya». No en vano era un gran amante y entendido del mundo del flamenco.

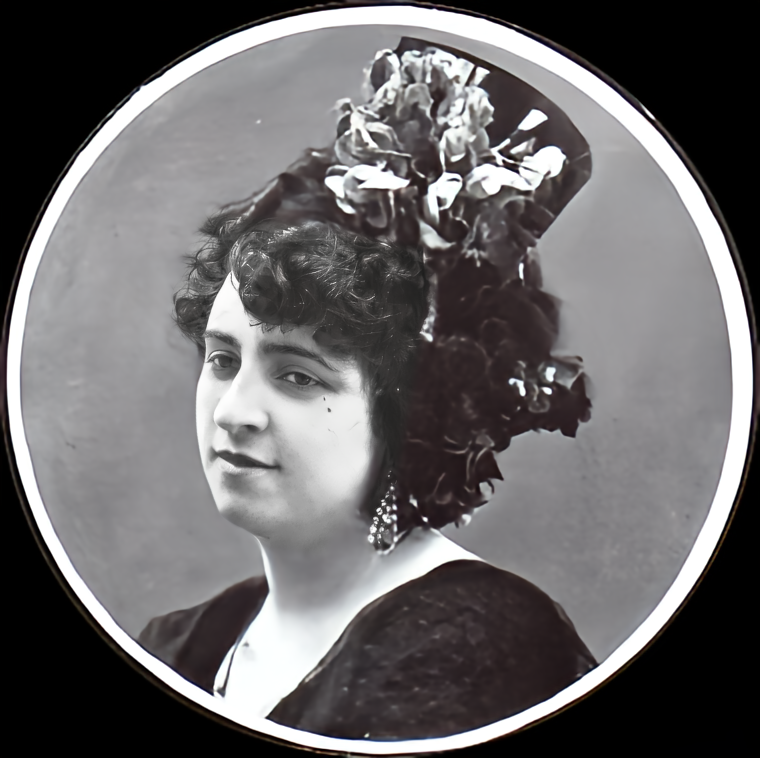
Aurora Mañanós Jauffret («La Goya»), esposa de Tomás Borrás.

Entró en el mundo del periodismo, e inicialmente tuvo colaboraciones periodísticas en el diario oficioso La Nación durante la dictadura de Primo de Rivera, aunque en 1930 ingresó en el diario ABC y en su publicación anexa, la revista Blanco y Negro. En su madurez militó inicialmente en las Juntas de Ofensiva Nacional-Sindicalista (JONS) y luego en Falange Española. De él dijo Eugenio Cobo que era «más franquista que Franco, prácticamente nazi». Elaboró, en 1936, documentos falsos que, más tarde, utilizaría el bando sublevado para justificar el golpe de Estado de julio como respuesta a una inminente revolución comunista en España. Durante la dictadura franquista colaboró con publicaciones como Vértice y posteriormente pasó a dirigir los diarios F.E. de Sevilla y España de Tánger. Ocupó algunos cargos políticos y llegó a ser cronista oficial de la villa de Madrid.
Murió en la clínica Ruber de Madrid el 26 de agosto de 1976.

## Honores

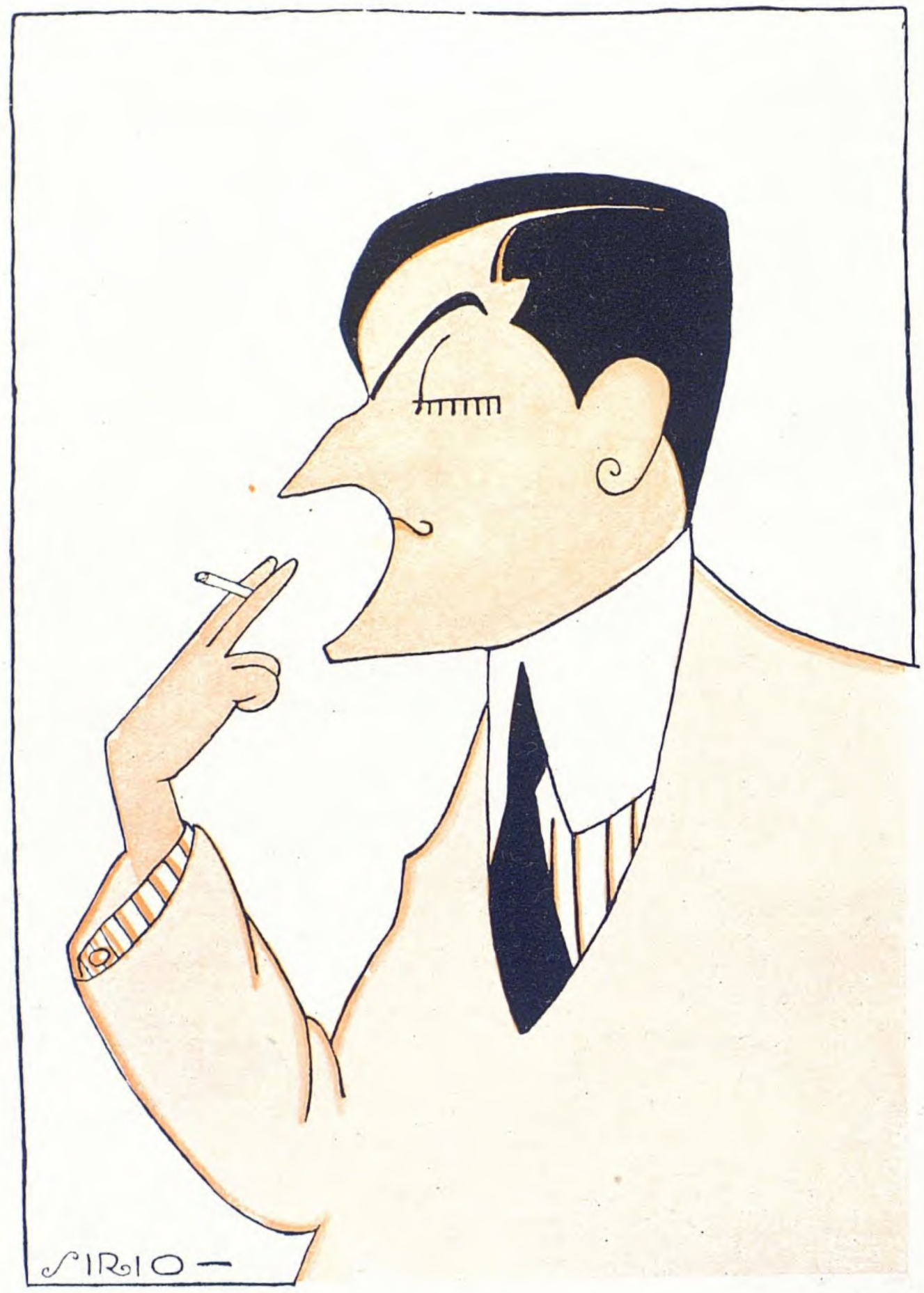
Retratado por Sirio en La Esfera (1917)

En el año 1953 fue nombrado periodista de honor y cronista oficial de la Villa de Madrid. Obtuvo también el Premio Nacional de Periodismo y el Premio Nacional de Literatura. Al poco de su muerte el Ayuntamiento de Madrid le dedicó el nombre de la calle donde vivió gran parte de su vida. El Círculo de Bellas Artes colocó en la esquina de la calle una placa conmemorativa.

## Obras
Tomás Borrás fue un periodista prolífico. Entre sus obras se encuentran, además, novelas y algunas obras de teatro. Se puede decir que tuvo afición por los cuentos, los versos, los ensayos diversos, las biografías. Literariamente se le puede considerar dentro del modernismo y hay que destacar su fuerte implicación en una de las compañías más renovadoras de la escena española, el Teatro de arte dirigido por Gregorio Martínez Sierra. En particular su pantomima El sapo enamorado, estrenada en 1916 con música de Pablo Luna y decorados de José Zamora, forma parte de una de las propuestas más innovadoras (junto a El amor brujo o El corregidor y la molinera, las otras dos pantomimas representadas en el Teatro Eslava) de la escena madrileña del momento.

### Cuento o relato breve
«Cuentos gnómicos» denominó el autor a un conjunto de 203 relatos muy breves (no existía aún la etiqueta «microrrelato"), de entre cuatro y menos de una página, publicados en trece libros, siendo el primero Unos y otros fantasmas (1940) y el último Agua salada en agua dulce (1969). En 1929 publicó Sueños con los ojos abiertos, una colección de novelas cortas.

### Novela
Algunas novelas:
- La pared de tela de araña (1924)
- La mujer de sal (1925)
- El rey de los Estados Unidos (1935)
- Checas de Madrid (1940)
- La sangre de las almas (1947)
- Luna de enero y el amor primero (1953)
- Madrid teñido de rojo (1962)

### Teatro

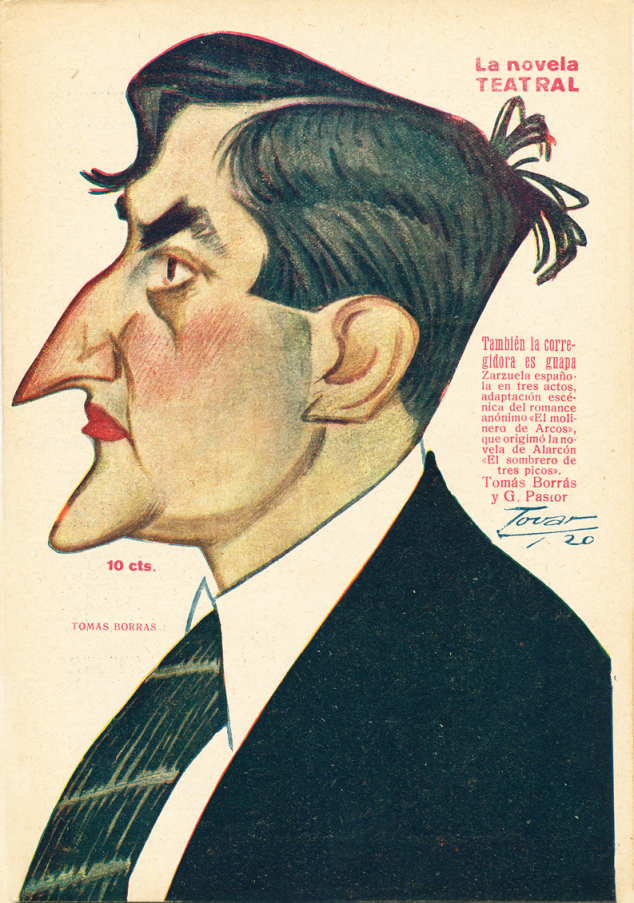
Caricaturizado por Tovar para un número de La Novela Teatral (1920) que incluye la zarzuela También la corregidora es guapa, obra de Borrás y G. Pastor.

Sus obras de teatro más significativas fueron:
- El sapo enamorado (pantomima, música de Pablo Luna, 1916)
- El Avapiés (drama lírico en tres actos, música de Conrado del Campo y Ángel Barrios, 1922)
- Fantochines (ópera de cámara, música de Conrado del Campo, 1923)
- El pájaro de dos colores (ópera de cámara, música de Conrado del Campo, 1929)
- Tam Tam (1931)
- Fígaro (1940)
- La esclava del Sacramento (1943)

### Radio
- Todos los ruidos de aquel día, radiodrama (el autor lo denominó "telecomedia") emitido en Unión Radio el 24 de abril de 1931 (diez días después de la proclamación de la II República). Ha sido considerada "una de las primeras piezas radiofónicas en las que los artificios sonoros alcanzaban presencia fundamental".[14]